# Игра истине
„Игра истине” је планирана српска телевизијска серија чија је пилот епизода снимљена 2011. године. Иако је планирано 24 епизоде са трајањем до 45 минута, до данас ова серија није реализована.

## Улоге
| Глумац            | Улога              |
| ----------------- | ------------------ |
| Саша Јоксимовић   | Лија 1 еп.         |
| Ана Франић        | Ема 1 еп.          |
| Никола Ракочевић  | Вања 1 еп.         |
| Невена Љубић      | Сандра 1 еп.       |
| Борко Сарић       | Тоша 1 еп.         |
| Петар Бенчина     | Неша 1 еп.         |
| Нина Јанковић     | Ана 1 еп.          |
| Небојша Глоговац  | Саобраћајац 1 еп.  |
| Богдан Диклић     | Вањин отац 1 еп.   |
| Љиљана Благојевић | Вањина мајка 1 еп. |

 Остале улоге ▼
| Глумац                   | Улога                     |
| ------------------------ | ------------------------- |
| Тихомир Станић           | Милутин Станковић 1 еп.   |
| Срђан Милетић            | Пера Морж 1 еп.           |
| Милош Тимотијевић        | Морон 1 еп.               |
| Радослав Рале Миленковић | Анин отац 1 еп.           |
| Тијана Чуровић           | Маја 1 еп.                |
| Борис Комненић           | Директор банке 1 еп.      |
| Мирољуб Лешо             | Скитница са удицама 1 еп. |
| Вахидин Прелић           | Заменик директора 1 еп.   |
| Андреј Шепетковски       | Бранковић 1 еп.           |
| Урош Јаковљевић          | Шанкер Миша 1 еп.         |

Комплетна ТВ екипа ▼
| Редитељ                   | Владимир Тагић      | (1 еп.)                               |
| Сценариста                | Ђорђе Милосављевић  | (1 еп.)                               |
| Продуцент                 | Саша Јоксимовић     | продуцент (1 еп.)                     |
| Продуцент                 | Невена Љубић        | продуцент (1 еп.)                     |
| Продуцент                 | Борко Сарић         | продуцент (1 еп.)                     |
| Композитор                | Жељко Јоксимовић    | (1 еп.)                               |
| Директор фотографије      | Далибор Тонковиц    | (1 еп.)                               |
| Монтажер                  | Владимир Видић      | (1 еп.)                               |
| Сценограф                 | Тијана Марић        | (непознат број епизода)               |
| Уметнички директор        | Тијана Марић        | (1 еп.)                               |
| Декоратер сцене           | Филип Марићевић     | (1 еп.)                               |
| Декоратер сцене           | Александар Поповић  | (1 еп.)                               |
| Костимограф               | Сара Куртовић       | (1 еп.)                               |
| Одсек за шминку           | Тијана Драгуљевић   | ассистант макеуп артист (1 еп.)       |
| Одсек за шминку           | Душица Вуксановић   | специал макеуп еффецтс артист (1 еп.) |
| Менаџер продукције        | Вања Аћимовић       | директор филма (1 еп.)                |
| Менаџер продукције        | Снежана Стаменковић | директор филма (1 еп.)                |
| Менаџер продукције        | Никола Зокић        | организатор (1 еп.)                   |
| Помоћник режије           | Предраг Мијин       | помоћник редитеља (1 еп.)             |
| Помоћник режије           | Дамир Романов       | помоћник редитеља (1 еп.)             |
| Уметнички одсек           | Лана Шкундрић       | асистент уметничког директора (1 еп.) |
| Одсек за звук             | Срђан Бајски        | микроман (1 еп.)                      |
| Одсек за звук             | Драгутин Ћирковић   | тон мајстор (1 еп.)                   |
| Одсек за звук             | Небојша Драгићевић  | дијалог едитор (1 еп.)                |
| Одсек за звук             | Милош Дрндаревић    | тонска обрада (1 еп.)                 |
| Одсек за звук             | Слободан Кричка     | микроман (1 еп.)                      |
| Одсек за звук             | Никола Живојиновић  | тонска обрада (1 еп.)                 |
| Каскадери                 | Ивана Богдановић    | координатор каскадера (1. епизоде)    |
| Одсек за камеру и расвету | Лазар Богдановић    | шарфер (1 еп.)                        |
| Одсек за камеру и расвету | Драган Ђорђевић     | сниматељ (1 еп.)                      |
| Одсек за камеру и расвету | Слободан Гојковић   | вођа расвете (1 еп.)                  |
| Одсек за камеру и расвету | Зоран Печенковић    | сценски мајстор (1 еп.)               |
| Одсек за кастинг          | Светлана Костић     | кастинг (1 еп.)                       |
| Одсек за костим           | Саша Крстић         | асистент костимографа (1 еп.)         |
| Одсек за превоз           | Милош Божовић       | Координатор транспорта (1 еп.)        |
| Одсек за превоз           | Борис Чалић         | Возач (1 еп.)                         |
| Одсек за превоз           | Новица Јанковић     | Возач (1 еп.)                         |
| Одсек за превоз           | Ненад Петров        | Возач (1 еп.)                         |
| Одсек за превоз           | Милорад Симић       | Возач (1 еп.)                         |
| Одсек за превоз           | Срђан Ваван         | Возач(1 еп.)                          |
| Остала екипа              | Игор Кљајић         | секретар режије (1 еп.)               |
| Остала екипа              | Зорица Танасковић   | Катерер (1 еп.)                       |